# 미셸 은다리 아도포
미셸 은다리 아도포(프랑스어: Michel Ndary Adopo, 2000년 7월 19일 ~ )는 프랑스의 축구 선수이다. 그의 포지션은 미드필더로, 현재 이탈리아 세리에 A의 아탈란타에서 활약하고 있다.

## 클럽 경력
2020년 1월 5일, 아도포는 2-0으로 이긴 로마와의 세리에 A 경기에서 토리노 소속으로 프로 데뷔전을 치렀다.
2021년 1월 29일, 그는 세리에 C의 비테르베세로 임대 이적했다. 2021년 8월 5일, 2021-22 시즌까지 임대 연장되었다.
아도포는 2022-23 시즌에 토리노로 복귀하여 모든 대회에 걸쳐 11경기에 출전했다. 2023년 1월 11일, 그는 1-0으로 이긴 밀란과의 산 시로에서 열린 코파 이탈리아 경기에서 선제골이자 결승골을 기록했다.
2023년 7월 10일, 아도포는 같은 세리에 A의 아탈란타로 이적했다.

## 사생활
프랑스에서 태어난 아도포는 코트디부아르, 세네갈, 인도, 베트남 혈통이다.